# Jurečič
Jurečič je priimek v Sloveniji, ki ga je po podatkih Statističnega urada Republike Slovenije na dan 1. januarja 2010 uporabljala 301 oseba.

## Znani nosilci priimka
- Andrej Jurečič, Mitja Jurečič (&oče Jože Jurečič), Ansambel Pogum
- Bern Jurečič, astrolog
- Boštjan Jurečič (*1969), slikar in kulturni novinar (TV)
- Hilda Jurečič (1932 - 2011), fimska maskerka
- Ivo Jurečič (1924 - 2006), arhitekt, statik (Vurnikov učenec)
- Jasna Jurečič (1955 - 2014), pisateljica, novinarka
- Jožko Jurečič - Koko (1950 - 1978), jamar
- Milko Jurečič, violinist
- Samo Jurečič (*1962), slikar (um.i. "Samo")
- Silva Jurečič Košir (1920 - 2013), učiteljica, slikarka
- Stane (Stanislav) Jurečič (1930 - 2014), biolog
- Valt F. Jurečič, heraldik in veksikolog
- Žiga Jurečič (*1995), nogometaš